# Настоящая женщина (фильм)
«Настоящая женщина» (англ. Isn't She Great) — американская комедийная драма 2000 года режиссёра Эндрю Бергмана.

## Сюжет
Фильм основан на беллетризованной биографии писательницы Жаклин Сюзанн, которую сыграла Бетт Мидлер. Сюжет сосредоточен на ранней жизни писательницы, о её неудачных попытках стать звездой Бродвея, взаимоотношениях с мужем Ирвингом Мэнсфилдом, о рождении сына, успехе «Долины кукол», а также о борьбе с раком.

## В ролях
- Бетт Мидлер — Жаклин Сюзанн
- Нейтан Лейн — Ирвинг Мэнсфилд
- Стокард Чэннинг — Флоренция Мэйбл
- Дэвид Хайд Пирс — Майкл Гастингс
- Джон Клиз — Генри Маркус
- Аманда Пит — Дебби
- Джон Ларрокетт — Мори Мэннинг
- Кристофер Макдональд — Брэд Брэдберн
- Дина Спайби — Бэмби Мадисон
- Ларри Блок — Херби
- Фрэнк Винсент — Аристотель Онассис
- Джеймс Виллимэр — Джим Моррисон
- Сэм Стрит — Труман Капоте

## Релиз
Мировая премьера состоялась 28 января 2000 года в США. Несмотря на активную промо-кампанию и прокат в более чем семистах кинотеатрах страны, картина провалилась в прокате. Фильм собрал только 3 млн долларов при бюджете в 44 млн. Также фильм получил негативные отзывы критиков. На сайте Rotten Tomatoes фильм имеет всего 26 % рейтинга «свежести».